# Dario Messana
Dario Messana (ur. 25 maja 1979 w Katanii) – włoski siatkarz występujący obecnie w Serie A, w drużynie Andreoli Latina. Gra na pozycji libero. Mierzy 188 cm.

## Kariera
- 1996–1998  Dacca Acireale
- 1998–2000  Dacca Catania
- 2000–2002  Pet Company Perugia Volley
- 2002–2003  Tonno Callipo Vibo Valentia
- 2003–2005  Marmi Lanza Verona
- 2005–2006  RPA Perugia
- 2006–2007  Cimone Modena
- 2007–  Andreoli Latina